# قيم (موقع ويب)
قيم هو موقع مراجعة باللغة العربية متخصص في مراجعات المستخدمين على المطاعم حول العالم. بدأ الموقع كمراجعة للمطاعم في الشرق الأوسط. للموقع شبكة اجتماعية، ومراجعة المستخدم، والبحث المحلي باستخدام الجيل الثاني من ويب 2.0. يهدف الموقع إلى تقديم تعليقات جيدة عن المطاعم ومحتويات وصول سهلة للقراء.

## التاريخ
- 2007: بدأ قيم كإصدار تجريبي. كانت النسخة التجريبية نموذجًا أساسيًا لاختبار أداء النظام من قبل المستخدمين المحترفين المحددين ومستخدمي الإنترنت العاديين.
- 2008: بحلول أوائل عام 2008 تم إطلاق قيم رسميًا على الجمهور.
- 2009: انضم قيم إلى Badir-ICT، حاضنة التكنولوجيا في المملكة العربية السعودية.[1]
- 2011: في مارس 2011 ، جمع قيم تمويلًا من N2V، وهي شركة رائدة في الشرق الأوسط وشمال أفريقيا لرأس المال المخاطر.[2][3]

### واجهة برمجة التطبيقات
- 2009: أطلق قيم واجهة برمجة تطبيقات مجانية واجهة برمجة التطبيقات (API) النسخة V.1.0 في أبريل 2009.[4] توفر واجهة برمجة التطبيقات إمكانية الوصول إلى تفاصيل قوائم الأعمال والتعليقات والصور والتقييمات إلى موقع ويب أو عنصر واجهة مستخدم أو تطبيق جوال.[5] تم استخدام واجهة برمجة التطبيقات لدمج مراجعات الأعمال في تطبيقات خرائط جوجل الحالية.

## تطبيقات قيم
- 2 سبتمبر 2011: أطلق قيم أول تطبيق رسمي له وهو Qaym آي فون على متجر تطبيقات آبل.[6]
- 28 يوليو 2011: أسس أحمد سلمان، مطور ويب، Qaym-API-Class Resources الذي يوظف بي إتش بي واجهة برمجة التطبيقات لتطبيقات الويب والهاتف المحمول.[7][8]
- 26 أغسطس 2011: أحمد سلمان، مطور ويب، أطلق QaymRoulette.[9]
- 17 أغسطس 2010: أطلقت مجموعة من مطوري اندرويد تطبيق Restriod نسخة محفوظة 18 أكتوبر 2018 على موقع واي باك مشين. وهو تطبيق أندرويد.[10][11]

## الشهرة الإعلامية
- ذكر الموقع في الصحف المحلية السعودية مثل الرياض والاقتصادية في أبريل 2009.[12][13] تم ذكر عدة ملاحظات حوله مثل أنها الوحيد من نوعه في المملكة العربية السعودية.
- في عام 2010، قارن المدونون والمحررون قيم بـ Yelp، Inc. معتبرينه النسخة العربية منه.[14][15]

## كذبة أبريل
في 1 أبريل 2009، عرض قيم مزحة كذبة أبريل على الموقع. تم تجديد الموقع تمامًا كما لو كانت الجمال تراجع شبكة التواصل الاجتماعي.

## الحواشي
1. ↑  Qaym on Badir ICT website "Archived copy". مؤرشف من الأصل في 2012-04-02. اطلع عليه بتاريخ 2011-09-11.{{استشهاد ويب}}:  صيانة الاستشهاد: الأرشيف كعنوان (link)
2. ↑  N2V Announcing Qaym Deal "Archived copy". مؤرشف من الأصل في 2011-09-14. اطلع عليه بتاريخ 2011-09-11.{{استشهاد ويب}}:  صيانة الاستشهاد: الأرشيف كعنوان (link)
3. ↑  N2V Invests in Restaurants Review Site Qaym.com - ArabCrunch نسخة محفوظة 2 أغسطس 2015 على موقع واي باك مشين.
4. ↑  Qaym Launches Improved Design, To Make Critical Decisions in The Coming Weeks - ArabCrunch نسخة محفوظة 27 أكتوبر 2016 على موقع واي باك مشين.
5. ↑  http://api.qaym.com%5Bوصلة+مكسورة%5D
6. ↑  Qaym iPhone App /Qaym App نسخة محفوظة 19 مارس 2016 على موقع واي باك مشين.
7. ↑  Qaym-API-Class Resources by Ahmad Salman نسخة محفوظة 10 يونيو 2018 على موقع واي باك مشين.
8. ↑  Ahmad Salman Website نسخة محفوظة 16 ديسمبر 2014 على موقع واي باك مشين.
9. ↑  Ahmad Salman Announcing QaymRoulette on Twitter نسخة محفوظة 26 يناير 2020 على موقع واي باك مشين.
10. ↑  Resriod on ArabCrunch http://arabcrunch.com/2010/08/restdroid-social-restaurants-review-site-qaym-gets-its-android-app.html نسخة محفوظة September 3, 2011, على موقع واي باك مشين.
11. ↑  Devdriod website نسخة محفوظة 18 أكتوبر 2018 على موقع واي باك مشين.
12. ↑  Article About Qaym 2 April 2009 نسخة محفوظة 3 نوفمبر 2017 على موقع واي باك مشين.
13. ↑  Article About Qaym Al Riyadh. 3 April 2009. نسخة محفوظة 16 ديسمبر 2013 على موقع واي باك مشين.
14. ↑  Qaym is the New Yelp of Arabia TechCrunch. July 2010. نسخة محفوظة 27 أكتوبر 2016 على موقع واي باك مشين.
15. ↑  Join Zawya Business Development & Solutions, Latest Intelligence on Industry Zawya نسخة محفوظة 20 أكتوبر 2012 على موقع واي باك مشين.
16. ↑  Qaym has fooled Us نسخة محفوظة 4 مارس 2016 على موقع واي باك مشين.

## روابط خارجية
- موقع قيم الرسمي